# Armstrong Whitworth F.K.10
O Armstrong Whitworth F.K.10 foi um quadriplano britânico de dois lugares construído pela Armstrong Whitworth Aircraft durante a Primeira Guerra Mundial. Embora tenha sido encomendado em pequenos números para o "Royal Flying Corps" e o "Royal Naval Air Service", não foi usado operacionalmente. Foi um dos poucos quadriplanos a chegar à produção.

## Desenvolvimento
O F.K.10 foi projetado em 1916 por Frederick Koolhoven, o designer-chefe da Armstrong Whitworth Aircraft como um caça monomotor de dois lugares. Koolhoven escolheu o novo layout quadriplano, também usado pela Pemberton-Billing (mais tarde conhecida como Supermarine) para o avião anti-Zeppelin "P.B.29E" e o Supermarine Nighthawk, e o contemporâneo quadriplano Wight. Mais ou menos na mesma época, a Sopwith estava construindo o bem-sucedido caça Sopwith Triplane.
O primeiro protótipo, o F.K.9, foi construído e voou pela primeira vez no verão de 1916, movido por um motor giratório Clerget modelo "9Z" de 110 hp (80 kW). Tinha uma fuselagem estreita, com as asas unidas por suportes interplanos em formato de pranchas, semelhantes aos usados pelo "Sopwith Triplane". Após avaliação na "Central Flying School" no final de 1916, uma ordem de produção para 50 foi colocada pelo RFC para uma versão modificada, o F.K.10.
O F.K.10 de produção tinha uma fuselagem nova e mais profunda e uma nova cauda, mas manteve a forma das asas do "F.K.9". O F.K.10 mostrou desempenho inferior ao Sopwith 1½ Strutter, que já estava em serviço como um caça de dois lugares de sucesso, e apenas cinco foram construídos da ordem do RFC, com mais três construídos para o RNAS. Eles não foram usados operacionalmente e o projeto não foi desenvolvido.

## Variantes
F.K.9
Protótipo alimentado por motor Clerget 9Z de 110 hp (80 kW).

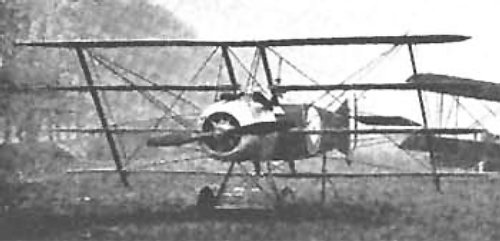
F.K.10
Versão de produção com fuselagem e cauda revisadas, com motor Clerget 9B ou Le Rhône 9J de 130 hp (100 kW). 50 encomendados, 8 construídos.

## Operadores
Reino Unido
- Royal Flying Corps
- Royal Naval Air Service

## Especificações (F.K.10 (130 hp Clerget))
Dados de: Warplanes of the First World War, Fighters Volume One, Great Britain.
Descrições gerais
- Tripulação: 2 piloto/observador
- Capacidade: 2 piloto/observador
- Comprimento: 6,78 m (22 ft)
- Envergadura: 8,48 m (28 ft)
- Altura: 3,51 m (12 ft)
- Área alar: 36,27 m² (390 ft²)
- Peso vazio: 561 kg (1 240 lb)
- Peso bruto (carregado): 916 kg (2 020 lb)

Motorização
- Número de motores: 1x
- Tipo do motor: Clerget 9B giratório de 9 cilindros
- Potência por motor: 130 hp (96,9 kW)

Performance
- Velocidade máxima: 135 km/h (83,9 mph)
- Autonomia: 2:30 hs
- Razão de subida: 1.34 m/s
- Tecto de serviço: 3 000 m (9 840 ft)

Armamentos
- Metralhadoras/canhões: 

  - 1 x metralhadora Vickers .303
  - 1 x metralhadora Lewis .303 no cockpit do observador